# Habitatge al carrer de Prat de la Riba, 14 (Reus)
L'Habitatge al carrer de Prat de la Riba, 14, és un edifici del municipi de Reus (Baix Camp) inclòs en l'Inventari del Patrimoni Arquitectònic de Catalunya com a Bé Cultural d'Interès Local.

## Descripció
És un edifici cantoner entre mitgeres, de planta rectangular, amb planta baixa i quatre pisos. Té l'accés pel carrer de Prat de la Riba. Les façanes són planes, i presenten en els tres últims pisos un balcó corregut que al final es transforma en tribuna circular sobre la cantonada del carrer. La planta baixa i el primer pis conserven el pla de la façana amb igual nombre d'obertures. La planta baixa presenta un acabat llis de pedra. La resta de l'edifici és arrebossat i pintat, amb franges horitzontals. Hi ha ampits als balcons i una tribuna plana amb el mateix acabat. Està rematat per un passamà metàl·lic i rodó. El remat de l'edifici es realitza amb una petita cornisa continua de maó. Les obertures són rectangulars amb obra de fusta i persianes enrotllables. La coberta és plana i acabada amb rajola. L'edifici segueix la tipologia unitària del carrer, de comerços i habitatges. La façana que dona al carrer de Santa Teresa, amb el que fa cantó, és molt més simple de construcció, amb finestres a la primera planta, que segueixen l'esquema de l'altra façana, i un balcó per pis, amb baranes molt poc decorades de ferro forjat.